# Любохня (гміна)
Гміна Любохня (пол. Gmina Lubochnia) — сільська гміна у центральній Польщі. Належить до Томашовського повіту Лодзинського воєводства.
Станом на 31 грудня 2011 у гміні проживало 7451 особа.

## Площа
Згідно з даними за 2007 рік площа гміни становила 131.55 км², у тому числі:
- орні землі: 38.00%
- ліси: 53.00%

Таким чином, площа гміни становить 12.83% площі повіту.

## Населення
Станом на 31 грудня 2011:
| Опис     | Загалом | Загалом | Чоловіки | Чоловіки | Жінки | Жінки |
| -------- | ------- | ------- | -------- | -------- | ----- | ----- |
| одиниця  | осіб    | %       | осіб     | %        | осіб  | %     |
| все      | 7451    | 100     | 3691     | 49.54    | 3760  | 50.46 |
| міське   | 0       | 100     | 0        |          | 0     |       |
| сільське | 7451    | 100     | 3691     | 49.54    | 3760  | 50.46 |

## Сусідні гміни
Гміна Любохня межує з такими гмінами: Будзішевіце, Іновлудз, Томашув-Мазовецький, Томашув-Мазовецький, Уязд, Черневіце.